# TNT Sports (Argentina)
TNT Sports é um canal argentino de televisão por assinatura de conteúdo esportivo pertencente à Warner Bros. Discovery, fundado em 25 de agosto de 2017 em Buenos Aires. O canal exibe torneios como Supercopa Argentina, Campeonato Argentino de Futebol e Copa do Mundo de Clubes da FIFA. 
O canal foi expandido para o Chile, substituindo o Canal del Fútbol (CDF) e formando o TNT Sports Chile. Também foi anunciada sua expansão no Brasil, substituindo o Esporte Interativo, que ainda mantinha a marca nas mídias sociais e nas transmissões esportivas na TNT e também no aplicativo EI Plus, a partir de 17 de janeiro de 2021, formando o TNT Sports Brasil.

## História

#### Surgimento na Argentina

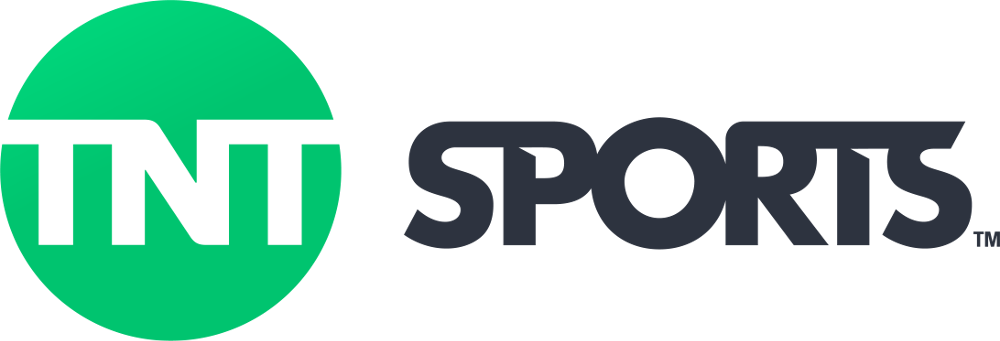
Logotipo da TNT Sports entre 2017 e 2021

Logotipo da TNT Sports entre 2021 e 2024

O canal surgiu no país no dia 25 de agosto de 2017, através de um consórcio formado com a Fox Broadcasting Company intitulado Fútbol Para Todos, transmitindo a Superliga Argentina de Fútbol de 2017–18. Os estúdios do canal se localizam nos prédios da produtora La Corte em Buenos Aires.
Com a expansão na América Latina, o canal lança sua nova identidade visual no dia 17 de janeiro de 2021, adotando uma ave no lugar de TNT. A esfera passa a ser rosa com a palavra TNT Sports de azul ao lado em caixa alta.

#### Expansão na América Latina
Chile
Em 2020, haviam humores que o Canal del Fútbol (CDF) seria extinto e substituído por um canal voltado a exibição de esportes. Em 5 de janeiro de 2021, durante o evento de lançamento da WarnerMedia Latinamerica, é anunciado que o canal irá substituir o CDF no dia 17 de janeiro. A estreia ocorre durante as transmissões ao vivo do Superclássico entre Colo-Colo vs. Universidad de Chile no Estádio Monumental. Sua transmissão também é contemplada pelos canais TNT Sports 2 e TNT Sports 3.
Brasil
No mesmo dia do lançamento da WarnerMedia Latin America, que passa a assumir os canais pertencentes a Turner Broadcasting System Latin America, é anunciado que o canal passará a substituir o bloco Esporte Interativo nos canais TNT e Space, além das mídias digitais. Também há um projeto de lançar um canal próprio nas operadoras de televisão por assinatura. A estreia ocorre durante a transmissão ao vivo do Campeonato Italiano de Futebol de 2020–21 – Primeira Divisão, num jogo entre Inter de Milão e Juventus Football Club no dia 17 de janeiro. O aplicativo EI Plus passa a ser renomeado para Estádio TNT Sports.
México
Em 11 de junho de 2021, é anunciado que a marca chegaria ao México pelos canais TNT e Space com as transmissões da Liga dos Campeões da Europa.

## Ligações Externas
- tntsports.com.ar (Argentina)